# 中

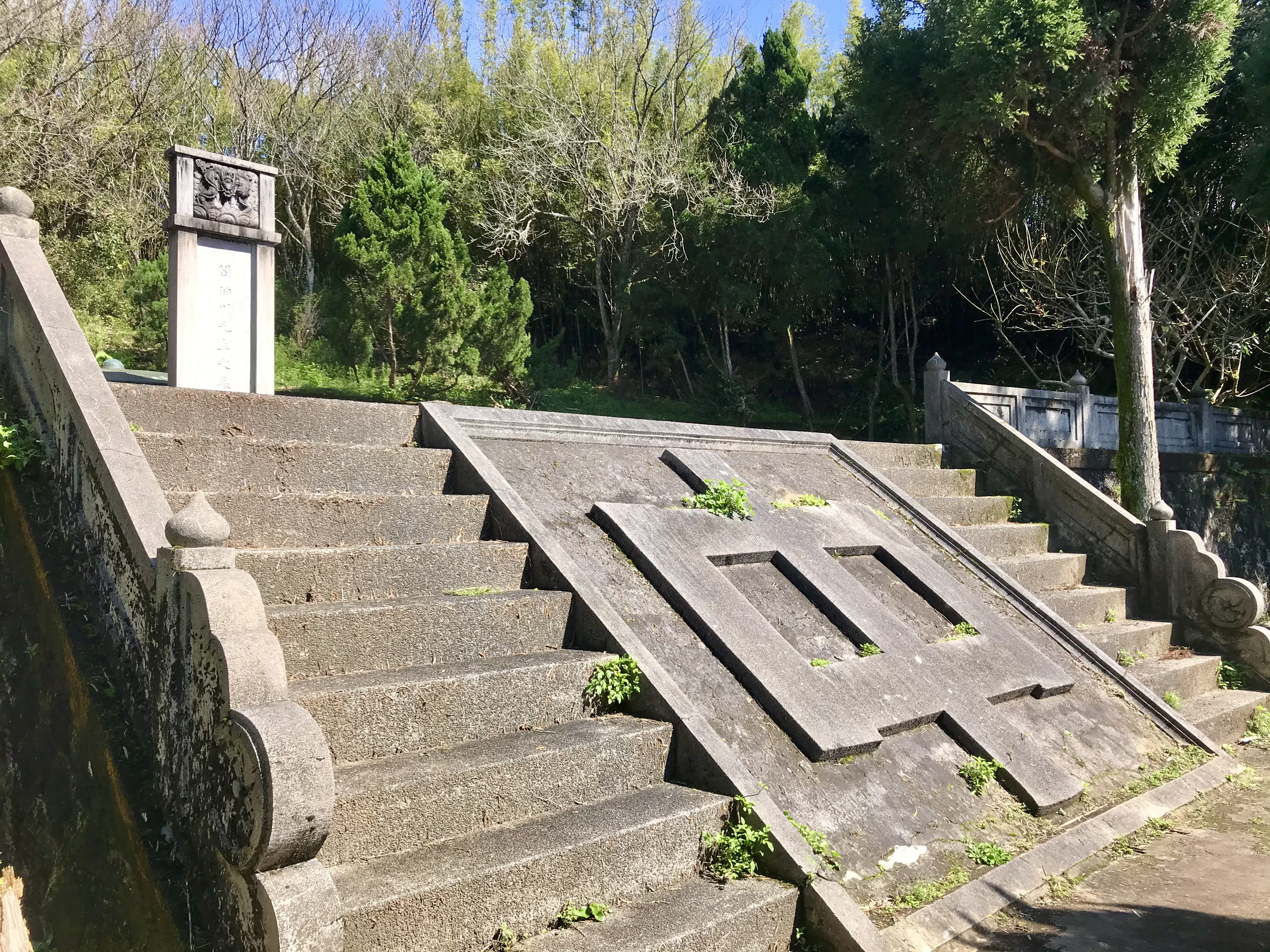

【中】 — китайський ієрогліф. Один з 996 ієрогліфів, обов'язкових для вивчення в японській початковій школі.Дуже часто використовується на письмі в японській мові.

## Значення
1. центр; середина.
1) центр, серцевина.
2) середина (часу, простору)
3) в центрі, в середині.
4) половина.
5) бути на півдороги.
6) між.
7) середній.
8) посередній, звичайний.
2. середина, внутрішність.
1) внутрішній; той, що всередині.
2) душа, серце.
3) Імператорський палац.
4) посеред (багатьох).
5) в (часі, просторі).
6) золота середина; правильний.
7) Китай; китайський.
3. влучати.
1) влучати (в ціль); поцілити
2) здійснюватися.
3) успішно скласти іспит.
4) отруїтися; отруїти
4. основа, твердь, опорний пункт.
5. (яп.) середня школа.

Ключ: 2 (丨 + 3);  Кількість рисок: 4.
Введення ієрогліфа методом цанзє: 中 (L); Введення ієрогліфа чотирикутним методом: 50006. .

## Прочитання
| Китайська         |                               |                   |                   |                 |                 |
| Мандаринська мова | Мандаринська мова             | Мандаринська мова | Мандаринська мова | Кантонська мова | Кантонська мова |
| чжуїнь            | піньїнь                       | Вейд-Джайлз       | кирилиця          | ютпхін          | Єль             |
| ㄓㄨㄥ ㄓㄨㄥˋ    | zhōng (zhong1) zhòng (zhong4) | chung1 chung4     | чжун              | zung1 zung3     | jung1 jung3     |

| Корейська |         |               |              |          |          |
|           | хангиль | стара латинка | нова латинка | Єль      | кирилиця |
| Звук:     | 중      | chung         | jung         | cwung    | чун      |
| Назва:    | 가운데  | kaunde        | gaunde       | kawuntey | каунде   |

| Японська |                                 |                                   |                                 |
|          | кана                            | латинка                           | кирилиця                        |
| Он:      | ちゅう ちゅ じゅう              | chū chu jū                        | тю тю дзю                       |
| Кун:     | なか うち                       | naka uchi                         | нака уті                        |
| Ім'я:    | かなめ ただ ただし な のり よし | kaname tada tadashi na nori yoshi | канаме тада тадасі на норі йосі |